# Леандро Ремондіні
Леандро Ремондіні (італ. Leandro Remondini; 17 листопада 1917, Верона — 9 січня 1979, Мілан) — італійський футболіст, захисник. По завершенні ігрової кар'єри — тренер.
Як гравець насамперед відомий виступами за клуб «Мілан», а також національну збірну Італії.

## Клубна кар'єра
Вихованець футбольної школи клубу «Верона». Дорослу футбольну кар'єру розпочав 1935 року в основній команді того ж клубу, в якій провів два сезони, взявши участь у 41 матчі чемпіонату.
Своєю грою за цю команду привернув увагу представників тренерського штабу клубу «Мілан», до складу якого приєднався 1937 року. Відіграв за «россонері» наступні п'ять сезонів своєї ігрової кар'єри.
Згодом з 1942 по 1952 рік грав у складі команд клубів «Модена», «Варезе», «Казале», «Модена», «Лаціо», «Наполі» та «Луккезе-Лібертас».
Завершив професійну ігрову кар'єру у клубі «Верона», у складі якого розпочинав свого часу футбольні виступи. Прийшов до команди 1953 року, захищав її кольори до припинення виступів на професійному рівні у 1955.

## Виступи за збірні
1950 року захищав кольори другої збірної Італії. У складі цієї команди провів 3 матчі, забив 1 гол.
Того ж 1950 року дебютував в офіційних матчах у складі основної національної збірної Італії. Протягом кар'єри у національній команді провів у формі головної команди країни лише один офіційний матч.
У складі збірної був учасником чемпіонату світу 1950 року у Бразилії.

## Кар'єра тренера
Розпочав тренерську кар'єру, ще продовжуючи грати на полі, 1954 року, очоливши тренерський штаб клубу «Фоджа».
Згодом до 1959 року працював у Туреччині, очолював команди клубів «Алтай», «Бешикташ», «Галатасарай», а також був головним тренером національної збірної Туреччини (у 1958—1959).
На початку 1960-х повернувся до Італії, де працював з командам клубів «Самбенедеттезе», «Палермо», «Трапані», «Катандзаро», «Модена», «Ліворно», «Таранто» та «Перуджа».
Останнім місцем тренерської роботи була «Мессіна», команду якої Леандро Ремондіні очолював як головний тренер до 1975 року.